# Lučice
Lučice är en ort i Tjeckien.   Den ligger i regionen Vysočina, i den centrala delen av landet, 90 km sydost om huvudstaden Prag. Lučice ligger 458 meter över havet och antalet invånare är 584.
Terrängen runt Lučice är platt. Runt Lučice är det ganska tätbefolkat, med 172 invånare per kvadratkilometer. Närmaste större samhälle är Havlíčkův Brod, 8,5 km sydost om Lučice. Omgivningarna runt Lučice är en mosaik av jordbruksmark och naturlig växtlighet.